# Mário Grman
Mário Grman (* 11. dubna 1997) je profesionální slovenský hokejový obránce hrající za ruský klub Admiral Vladivostok.

## Kariéra

### Klubová kariéra
od r. 2017: Piráti Chomutov

### Reprezentační kariéra
2017–2018: Reprezentace: Slovensko

### Seniorská reprezentace
| Turnaj       | Místo konání                          | Z  | G | A | B | Umístění  | Soupisky         |
| ------------ | ------------------------------------- | -- | - | - | - | --------- | ---------------- |
| MS 2018      | Dánsko (Kodaň, Herning)               | 5  | 0 | 1 | 1 | 9. místo  | Soupiska MS 2018 |
| MS 2021      | Lotyšsko (Riga)                       | 6  | 0 | 1 | 1 | 8. místo  | Soupiska MS 2021 |
| MS 2022      | Finsko (Helsinky,Tampere)             | 8  | 0 | 2 | 2 | 8. místo  | Soupiska MS 2022 |
| MS 2025      | Švédsko (Stockholm), Dánsko (Herning) | 7  | 0 | 1 | 1 | 11. místo | Soupiska MS 2025 |
| Celkem na MS |                                       | 26 | 0 | 5 | 5 |           |                  |